# Flor-de-Lis
Flor-de-Lis (hrv. ljiljan) je portugalska akustička folk grupa.  Osnovani su 2004. u Lisabonu.
Predstavljali su Portugal na Euroviziji 2009. s pjesmom Todas as ruas do amor („Sve ulice ljubavi“). Uspjeli su se plasirati u finale gdje su završili na 16. mjestu.
Članovi sastava su: Daniela Varela (vokalni solist), Paulo Pereira, José Camacho, Jorge Marques, Ana Sofia Campeã, Rolando Amaral i Pedro Marques.